# Chris Beath
Christopher James Beath (sinh ngày 17 tháng 11 năm 1984) là một cựu trọng tài bóng đá người Australia ở giải bóng đá vô địch quốc gia Úc.